# 波帕斯納區

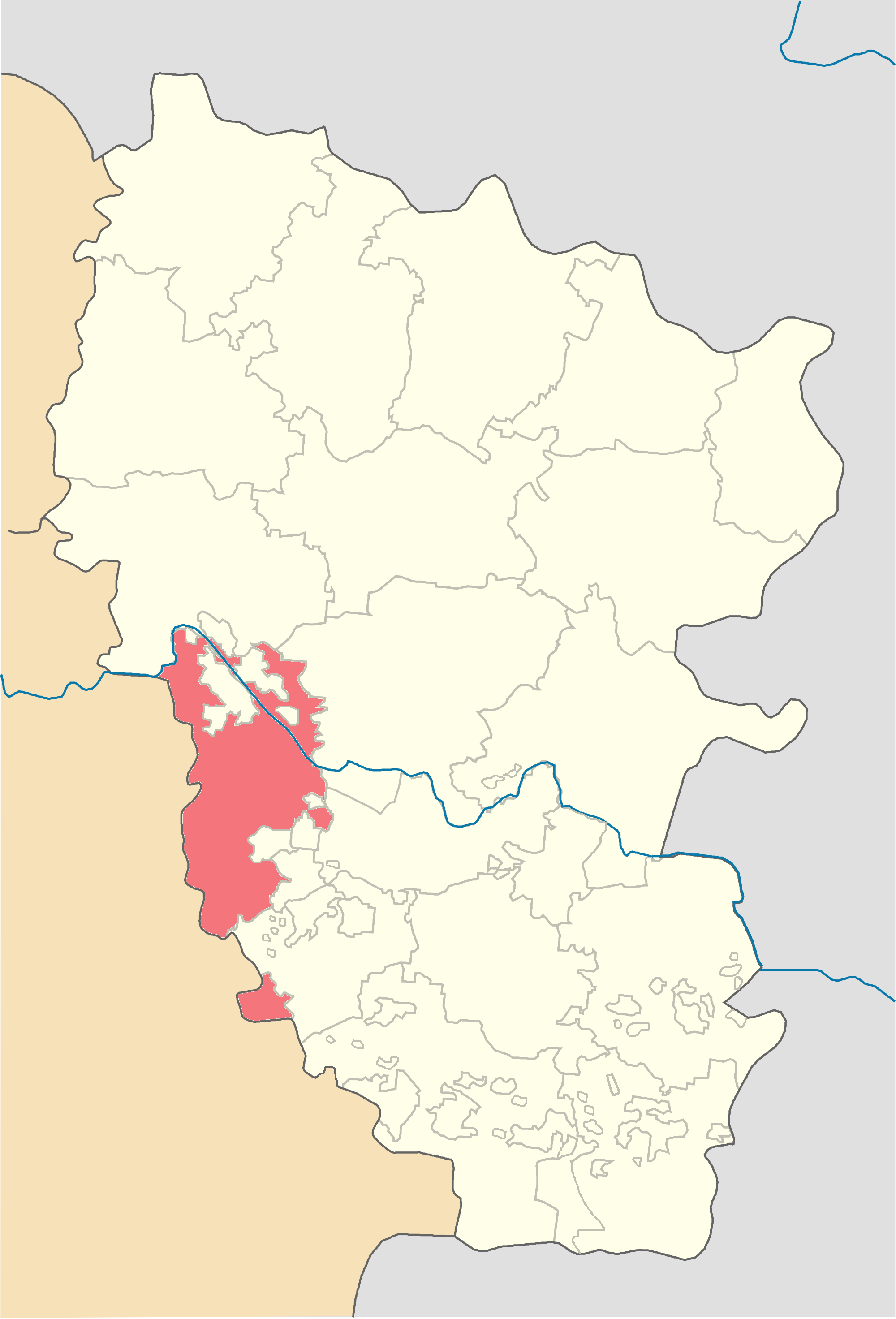
撤销前波帕斯納區在盧甘斯克州的位置

波帕斯納區（羅馬化：Popasnians'kyi raion），曾是烏克蘭盧甘斯克州的一個區，位於該國東部，行政中心設於波帕斯納，面積1,325平方公里，2020年人口数量为74,028人。
在顿巴斯战争期间，卢甘斯克人民共和国从乌克兰政府中夺取了该区一些地方的控制权。
2014年10月7日为了方便管理，乌克兰最高拉达对卢甘斯克州的行政区划做了一些调整。一些原属于大部分被卢甘斯克人民共和国控制的区的聚居点划至波帕斯納區，而属于波帕斯納區但不被政府控制的聚居点则划至其它行政单位。
该区在2020年7月18日的乌克兰行政区划改革中被撤销，改革后盧甘斯克州下分为8个区，但只有4个区是在乌克兰政府的实际管辖下。